# Koszekowskie
Koszekowskie (ukr. Кошаковські, Koszakowśki) – wieś na Ukrainie, w obwodzie lwowskim, w rejonie kamioneckim.